# Obertaufkirchen
Obertaufkirchen là một đô thị thuộc huyện Mühldorf bang Bayern nước Đức